# Evgeny Lifshitz
Evgeny Mikhailovich Lifshitz (em russo: Евгений Михайлович Лифшиц) (Carcóvia, 21 de fevereiro de 1915 — Moscou, 29 de outubro de 1985) foi um físico soviético de origem judia.

## Obras
- Belinskii, V.; Khalatnikov, I.; and Lifschitz, E. (1970). «Oscillatory approach to a singular point in the relativistic cosmology». Adv. in Phys. 19: 525–573. doi:10.1080/00018737000101171 The paper introducing the BKL conjecture.
- Landau, L. D.; and Lifshits, E. M. (1976). Mechanics (3rd ed.). London: Pergamon. ISBN 0-08-021022-8 Vol. 1 of the Course of Theoretical Physics.
- Landau, L. D.; and Lifshits, E. M. (1971). Classical Theory of Fields (3rd ed.). London: Pergamon. ISBN 0-08-016019-0 Vol. 2 of the Course of Theoretical Physics.
- Landau, L. D.; and Lifshits, E. M.; (1977). Quantum Mechanics: Non-relativistic Theory (3rd ed.). London: Pergamon. ISBN 0-08-020940-8 Vol. 3 of the Course of Theoretical Physics.
- Berestetskii, V. B.; Lifshits, E. M.; and Pitaevskii, L. P. (1982). Quantum electrodynamics (2nd ed.). London: Pergamon. 0-080-26503-0 Vol. 4 of the Course of Theoretical Physics.
- Lifshits, E. M.; and Pitaevskii, L. P. (1981). Physical kinetics. Oxford: Pergamon. ISBN 0-08-026480-8 Vol. 10 of the Course of Theoretical Physics.